# Mitose-promoting Factor
Der Mitose-promoting factor (auch Maturation promoting factor, M-Phase promoting factor, abgekürzt MPF) ist ein Proteinkomplex, d. h. ein Verbund von Proteinen, der wichtig für die Regulation des Zellzyklus  bei Eukaryoten ist, da er die Zellteilung einleitet. Er besteht aus der Cyclin-abhängigen Kinase CDK1  (auch cdc2 genannt) und einem der regulatorischen Proteine Cyclin A oder B.
Im inaktiven Zustand der beiden Enzyme liegt die CDK1 phosphoryliert und das Cyclin dephosphoryliert vor. Nach Umwandlung der CdK1 in eine dephosphorylierte und des Cyclin in eine phosphorylierte Form lagern sich die beiden Komponenten zum aktiven Mitose-promoting factor zusammen. Der MPF steuert durch die Kinase-Aktivität von CDK1 die Phosphorylierung verschiedener Proteine, wie etwa Histon H1 oder Lamin und leitet damit die Prophase der Mitose ein. Die aktivierten Proteine bewirken unter anderem eine Kondensation des Chromatins, die Auflösung der Kernhülle, durch die Phosphorylierung von Lamin B, und die Organisation des Spindelapparats. All diese Prozesse sind für die Mitose essentiell.